# 김영일 (언론인)
김영일(1940년 9월 29일~)은 전직 신문인을 지낸 현 한국ABC협회회장이다. 한때 국민일보 사장 및 회장을 역임한 바 있다.

## 경력
- 1997 ~ 1998 연합통신 대표이사
- 1999 넥스트미디어 코퍼레이션 대표이사 부회장
- 1999 ~ 2000 국민일보 부회장
- 2000 ~ 2001 국민일보 대표이사 회장(발행인 겸 편집인)
- 2000 NTV 대표이사 부회장
- 2001 스포츠투데이, 파이낸셜뉴스 회장
- 2001 넥스트미디어그룹 회장
- 2001 ~ 2001 넥스트미디어그룹 총괄담당 부회장
- 2001 한국신문윤리위원회 이사
- 2003 스포츠투데이 고문
- 2004 스포츠투데이 회장
- 2004 고려대학교 신문방송학과 초빙교수
- 2007.02 ~ 2011.02 한국ABC협회 부회장
- 2011.02 한국ABC협회 회장